# Курлов Павло Григорович
Курлов Павло Григорович (5 січня 1860 — 20 червня 1923) — російський державний діяч, генерал-лейтенант.

## Біографія
Походив з дворянської родини. Навчався в 2-му військовому Костянтинівському училищі, закінчив Миколаївське кавалерійське училище (1879), служив у лейб-гвардії Кінно-гренадерському полку, в Таурогенській, Бакинській і Петербурзькій бригадах прикордонної варти. 1888 року закінчив Олександрівську військово-юридичну академію, з 1889 знаходився при прокуророві московського військово-окружного суду, займаючи згодом посади прокурора вологодського окружного суду, товариша (заступника) прокурора московської судової палати. 1903 призначений курським віце-губернатором, 1905 — мінським, наприкінці 1906 — київським губернатором. Від 1906 — член ради МВС. 1907 — нач. гол. тюремного управління. Від 1 січ. 1909 до жовт. 1911 — команд. Окремого корпусу жандармів і товариш (заст.) міністра внутр. справ. Після вбивства П.Столипіна звільнений з посади. На початку Першої світової війни — у розпорядженні Гол. нач. постачання Пн.-Зх. фронту, далі — особливоуповноважений з цивільного управління Прибалт. губерніями. Емігрував за кордон у серпні 1918, залишив спогади про свою діяльність.
Помер у м. Берлін (Німеччина).

## Праці
- Гибель императорской России. М., 1992.